# Coro de Ópera de Málaga
El Coro de Ópera de Málaga es un coro con sede en la ciudad de Málaga, España. Su directora actual es María del Mar Muñoz Varo.

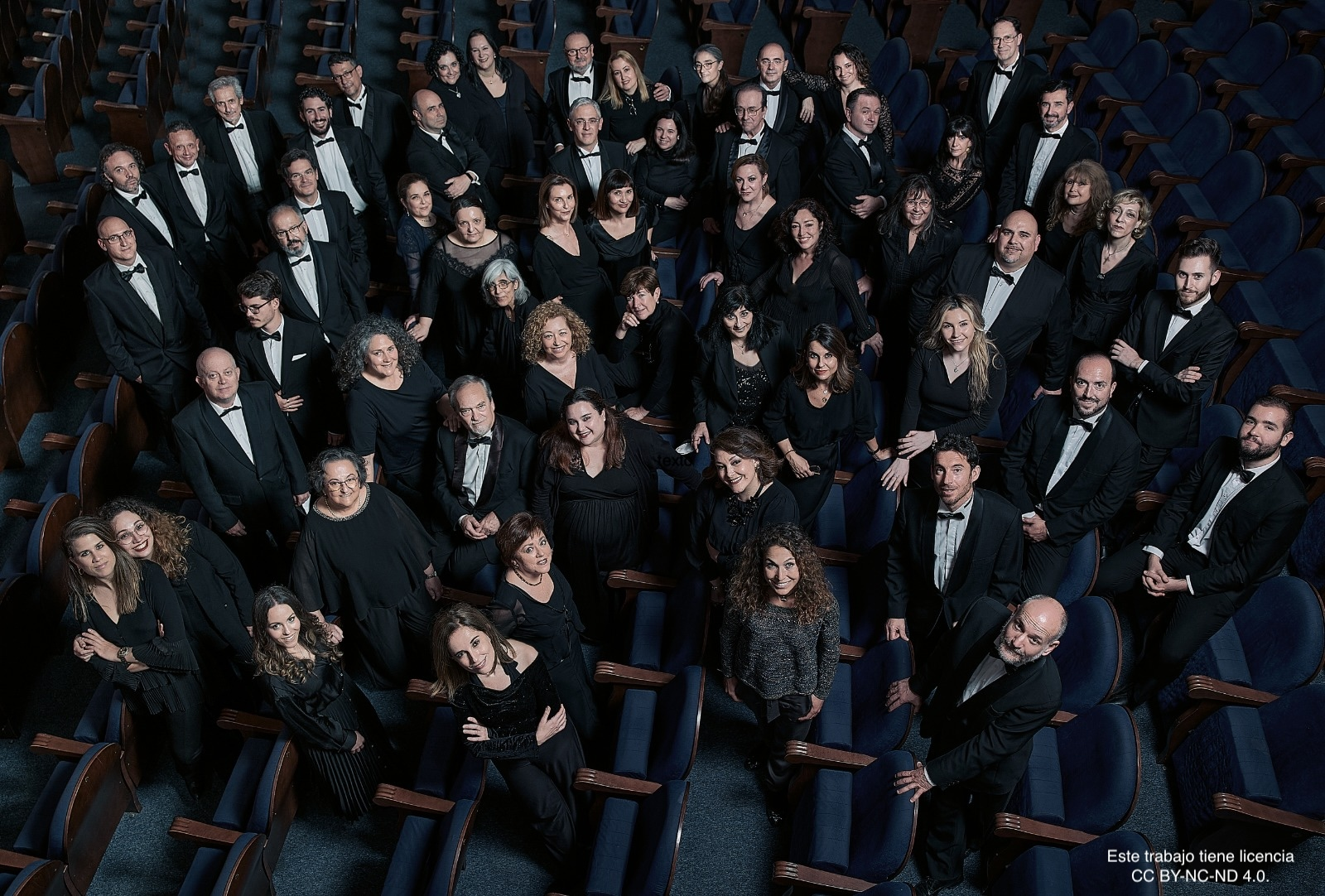
Fotografía de Daniel Díaz

Fue fundado en 1988 para atender las necesidades de la programación lírica del Teatro Cervantes, donde desarrolla una gran actividad junto con la Orquesta Filarmónica de Málaga. Forman parte de su repertorio casi 50 títulos de compositores como Purcell, Chaikovski, Verdi, Rossini, Bizet, Wagner, Puccini, Donizetti y Massenet, entre otros, así más de veinte de zarzuelas. 
Además de las tablas del teatro malagueño, el coro ha pisado otros importantes escenarios de todo el territorio español, como el Teatro de la Maestranza (en la temporada 1994/95, interpretando La Bohème), el Teatro Villamarta de Jerez de la Frontera, el Gran Teatro Falla de Cádiz, el Gran Teatro de Córdoba, el Teatro Campoamor de Oviedo (en el marco del Festival de Ópera de Oviedo, interpretando La Cenicienta de Rossini) o el Auditorio de Santiago de Compostela.
En la faceta lírica el Coro ha colaborado con directores de la talla de Odón Alonso, Enrique García Asensio, Bertrand de Billy, Giulano Carella, V. Sutej, Luis Remartínez, Miguel Roa, Eugene Kohn, Alexander Rahbari, Aldo Ceccato, Miquel Ortega, Enrique Patrón, Angelo Cavallaro, Marco Guidarini, Oliver von Dohnányi, José María Moreno y Oliver Díaz, entre otros; y con notables maestros de escena como Franco Zeffirelli, Emilio Sagi, Luis Iturri, Horacio Rodríguez Aragón, Francisco López, José Carlos Plaza y Lindsay Kemp.
Actualmente, tras el éxito de Doña Francisquita en septiembre de 2023, se encuentra preparando el resto de producciones de la Temporada Lírica 2023/24 del Teatro Cervantes: Las bodas de Fígaro, donde compartirá escenario con Carlos Álvarez o Leonor Bonilla, entre otros; Diálogos de Carmelitas de Poulenc, que cuenta en su reparto con Ainhoa Arteta; y Manon Lescaut.

## Historia
En la década de los 90, destaca la interpretación de La verbena de la Paloma y El bateo en el Teatro de la Maestranza de Sevilla, en 1994; la ya mencionada Bohème de Puccini en el mismo escenario, bajo la dirección escénica de Franco Zeffirelli, en el año 1995; y la interpretación en 1996 de la zarzuela Cádiz en la ciudad homónima, así como de La vida breve de Falla, dentro del ciclo de conciertos conmemorativos del cincuentenario de la muerte del compositor gaditano.
En el año 2006, participó en la grabación del CD “Cancionero de Navidad”, de Benito Acosta. Asimismo, recibió en el mismo año el Premio a la Mejor Labor Musical, otorgado por el Ayuntamiento de Málaga.    
El 3 de julio de 2009 celebró su vigésimo aniversario con un concierto extraordinario en el Teatro Cervantes, acompañado por la Orquesta Filarmónica de Málaga, bajo la dirección del maestro Arturo Díez Boscovich.    
El coro ha participado en el IX Encuentro Internacional de Música Cinematográfica en Sevilla, interpretando, junto a la Real Orquesta Sinfónica de dicha ciudad, la banda sonora de la película Drácula, del compositor W. Kilar; y ha interpretado en el Auditorio de Santiago de Compostela, dentro el marco del Festival Internacional de Música de Galicia, El holandés errante de Wagner junto a la Orquesta Sinfónica de Málaga, .   
En el año 2013 participó en el Festival Internacional PlayFest, celebrado en Fuengirola (Málaga),  interpretando junto a la Orquesta Filarmónica de Málaga obras musicales de animación de Lorne Balfe, Jason Graves y Óscar Araujo bajo su supervisión personal en los ensayos, todo ello dirigido por Arturo Díez Boscovich. Paralelamente, se realizaba el montaje de Il trovatore de Verdi para la Temporada Lírica del Teatro Cervantes, la Segunda Sinfonía de G.Mahler y el concierto conmemorativo por el 25º aniversario del coro, que se celebraría en 2014.  
Dentro de los eventos relevantes en los que ha participado en la ciudad de Málaga, destacan la recurrente presencia en sucesivas ediciones de la Noche en Blanco, interpretando coros de óperas y de zarzuelas, así como la inauguración del 22º Festival de Cine de Málaga.  
Destacan también las intervenciones del coro en Córdoba (interpretando el Carmina Burana), Sevilla (con el Réquiem de Verdi, junto al Coro de la Asociación de Amigos del Teatro de la Maestranza y la Real Orquesta Sinfónica de Sevilla), Granada (interpretando Dido y Eneas y la Gran misa en do menor, K 427), Jerez de la Frontera, (con repetidas apariciones en la Temporada del Teatro Villamarta) y, recientemente, en Almería, interpretando nuevamente el Carmina Burana en la clausura del ciclo Primavera en las Almadrabillas, en mayo de 2023 y bajo la dirección de Michael Thomas.  

## Repertorio
A lo largo de todas estas temporadas, el coro se ha forjado un repertorio considerable, con más de cuarenta títulos operísticos diferentes y cerca de una veintena de zarzuelas, abarcando muy diversos periodos y autores. 

### Ópera

##### Barroco inglés
- H. Purcell: Dido y Eneas
- G. F. Haendel: Giulio Caesare

##### Clasicismo vienés

###### W. A. Mozart
- El rapto en el serrallo ("Die Enführung aus dem Serailt")

- Las bodas de Fígaro ("Le nozze di Figaro")

- Don Giovanni
- Cosi fan tutte
- La flauta mágica

###### L. V. Beethoven
- Fidelio

##### Romanticismo italiano

###### G. Rossini
- El barbero de Sevilla ("Il barbiere di Siviglia")
- La Cenicienta ("La Cenerentola")
- Semiramide

###### V. Bellini
- Norma
- I puritani
- La sonámbula ("La sonnambula")

###### G. Donizetti
- El elixir de amor ("L’elisir d’amore")
- Lucia de Lammermoor
- La hija del regimiento ("La fille du régiment")
- Don Pasquale

###### G. Verdi
- La traviata
- El trovador ("Il trovatore")
- Ernani
- Un baile de máscaras ("Un ballo in maschera")
- Don Carlos
- Falstaff
- Rigoletto
- Macbeth

##### J. Massenet
- Werther
- Manon

##### C. Gounod
- Romeo y Julieta ("Roméo et Juliett")
- Fausto

##### G. Bizet
- Carmen

##### P. I. Chaikovski
- Eugenio Oneguin ("Eugene Onegin")

##### R. Wagner
- El holandés errante ("Der fliegende Holländer")

##### F. Lehár
- La viuda alegre

##### P. Mascagni
- Cavalleria rusticana

#### R. Leoncavallo
- Pagliacci

##### G. Puccini
- La bohème
- Tosca
- Turandot

##### U. Giordano
- Andrea Chènier

#### F. Cilea
- Adriana Lecouvreur

##### T. Bretón
- Los amantes de Teruel
- La Dolores

##### M. de Falla
- La vida breve

### Zarzuela

##### T. Bretón
- La verbena de la Paloma

##### R. Chapí
- La Revoltosa
- El rey que rabió

##### F. Chueca
- El bateo

##### Género bufo
- F. Asenjo Barbieri: Robinsón

##### Zarzuela grande
- A, Vives: Doña Francisquita
- F. Chueca y J. Valverde: Cádiz
- M. Penella: Don Gil de Alcalá
- E. Arrieta: Marina
- F. Asenjo Barbieri: Jugar con fuego
- F. Moreno Torroba: Luisa Fernanda
- P. Sorozábal: La tabernera del puerto
- J. Guerrero: El huésped del sevillano
- J. Guridi: El caserío
- F. Alonso: La calesera

### Obras sinfónico-corales destacadas
- W. A. Mozart: Misa de la Coronación
- W. A. Mozart: Misa en Do menor
- W. A. Mozart: Réquiem
- J. Haydn: La creación
- F. Mendelssohn: Sinfonía nº 2, "Lobgesang"
- J. Brahms: Un réquiem alemán
- H. Berlioz: La infancia de Cristo
- G. Verdi: Réquiem
- A. Dvorak: Stabat Mater
- G. Mahler: Segunda y Tercera sinfonía
- E. Elgar: El sueño de Geronte
- C. Orff: Carmina Burana
- S. Prokofiev: Iván el Terrible